# IC 348
IC 348 = IC 1985 ist ein Reflexionsnebel mit einem eingebetteten offenen Sternhaufen vom Typ IV2pn im Sternbild Perseus am Nordsternhimmel. Der Sternhaufen hat eine scheinbare Helligkeit von 7,3 mag und einen Durchmesser von 10'. Seine Entfernung zum Sonnensystem beträgt etwa 1250 Lichtjahre.
Entdeckt wurde das Objekt am 1. Dezember 1866 vom US-amerikanischen Astronomen Truman Henry Safford.